# Chrysler Fevre Argentina

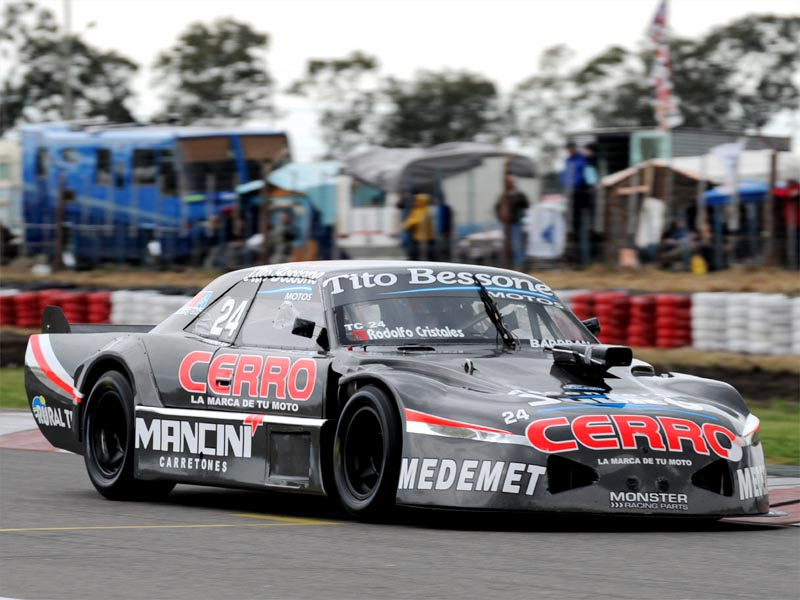
Der legendäre Dodge Cherokee im Jahr 2008 mit Ernesto Bessone als Fahrer.

Die Chrysler Fevre Argentina S.A.I.C. ist ein am 29. November 1965 gegründeter Automobilhersteller mit Unternehmenssitz in Buenos Aires, Argentinien.

## Unternehmensgeschichte
Im Jahre 1910 eröffnete Julio Fevre mit der Julio Fevre y Cía ein Importunternehmen für Fahrzeuge der französischen Marken Ariès, Berliet, Delage, Mors. Sechs Jahre darauf, also 1916, wurde ein Exklusivvertrag mit Dodge Brothers geschlossen.
Das erste Modell war der Dodge Sedán, der bereits im Jahr darauf durch den neuen Dodge Sedán ersetzt wurde. 1922 kam die dritte Generation des Dodge Sedán auf den Markt, gefolgt von der vierten im Jahre 1926. 1927 erweiterte Julio Fevre y Cía  die Modellpalette um die neuen Modelle Dodge Doble Pheaton Standard, Dodge Doble Pheaton Especial, Dodge Voiturette Sport, Dodge Sedán Especial, Dodge Sedán de Lujo, Dodge Sedán Señor, Dodge Cupé Especial und Dodge Cabriolet Señor.
Im Dezember desselben Jahres präsentierte sich nun auch Chrysler erstmals auf dem X Salón del Automóvil. Um den Vertrieb seiner Fahrzeuge zu ermöglichen, hatte Chrysler eigens die Tochtergesellschaft Resta Hermanos geschaffen. Zur Wahl standen die Modelle Chrysler 72, Chrysler 8 cilindros, Chrysler Imperial 80 und Chrysler Gran 62.
Am 1. Dezember 1928 eröffnete Chrysler schließlich die Verwaltungseinrichtung Palacio Chrysler. Innerhalb des Gebäudekomplexes war das Estadio Olympus, eine kreisförmige Teststrecke, errichtet worden. Dort wurden unter anderem Autorennen abgehalten. Auf einer 1730 Meter langen Tribüne hatten bis zu 3000 Zuschauer Platz.
Nachdem danach der Kaufmann Diego Basset bei der Julio Fevre y Cía eingestiegen war, wurde der Unternehmensname zu Fevre y Basset Limitada S.A.I.C. geändert. 1931 wurde das Unternehmen dann schließlich von der Resta Hermanos übernommen, damit gehörte das Unternehmen zum Chrysler-Konzern. Die lokale Montage von Fahrzeugen wurde 1932 aufgenommen. Zwei Jahre später begann man sogar mit einer eigenen Produktion der Fahrzeuge, was sich vor allem zur Zeit des Zweiten Weltkrieges als ein Vorteil gegenüber den anderen Automobilherstellern herausstellte. Viele Konkurrenten waren ihrerseits auf die Lieferung von Bausätzen angewiesen. Dies hatte zur Folge, dass die Teilelieferungen nicht mehr geleistet werden konnten, wenn nicht sogar ganz eingestellt werden mussten, da viele Hersteller aus den Vereinigten Staaten ihre Produkte auf die Bedürfnisse der United States Army und Marine anpassen mussten. Die Produktion von zivilen Fahrzeugen war diesen daher nicht mehr oder nur begrenzt möglich. Trotz des Marktvorteils sank die Zahl der Bestellungen nach und nach. Die Produktion wurde daraufhin zeitweilig unterbrochen und mehrere Jahre später sogar ganz gestoppt.
Erst 1950, nach zweijährigen Bauarbeiten, wurde ein neues Werk eröffnet. Das in der Stadt San Justo gelegene Gelände umfasste eine Fläche von 38 Hektar. Wegen der Beschränkungen für den Import von Rohstoffen war die Produktion der Dodge DeSoto fünf Jahre lang gehemmt. Den Nachfolger stellte ab 1955 der neue Dodge DeSoto, gefolgt von der Dodge-D-Serie im Jahre 1960. Parallel dazu gab es ab 1952 den eigentlich für militärische Zwecke entwickelten Dodge M37 in zivilen Ausführungen.
Ab 1957 wurden sogar Auftragsmontagen für Fremdunternehmen gemacht. Darunter wurden mittelschwere Lastkraftwagen der Marke Krupp wie auch der VW Käfer (Volkswagen Escarabajo) gebaut. Die Montage des Typs 1 wurde 1987 eingestellt.
Ab 1962 wurden schließlich wieder Personenkraftwagen unter eigenen Markennamen gebaut, zunächst der Chrysler Valiant V200. Im Jahr darauf ersetzte ihn bereits der Chrysler Valiant II. Und 1965 trat der Chrysler Valiant III Standard/Coronado/GT die Nachfolge an. 1967 erschien zu guter Letzt der Chrysler Valiant IV als letzte Generation. Im Jahre 1968 wurde die Modelllinie auf drei Modellnamen aufgeteilt. Von nun an hießen die angebotenen Modelle Dodge Coronado Valiant, Dodge Coronado Exelente, Dodge Polara, Dodge Polara GTX und Dodge Polara R/T. Die spanische Chrysler-Tochter Barreiros übernahm 1971 die Konstruktion des argentinischen Coronet und produzierte in Madrid bis 1977 etwa 10.000 Autos, die in Spanien als Dodge 3700 verkauft wurden.
Im November 1965 wurden die Unternehmen Resta Hermanos und Fevre y Basset Limitada juristisch miteinander vereinigt. Mit dieser Fusion entstand die Chrysler Fevre Argentina S.A.I.C.
Nach einer grundlegenden Überarbeitung der Modellpalette im Jahre 1971 standen neben der D-Serie nur noch der Hillman Avenger als Dodge 1500 und Dodge 1800 zur Wahl. Nachdem das Werk 1980 an Volkswagen verkauft worden war, wurde die Produktion der D-Serie und des 1800 ersatzlos eingestellt. Lediglich der 1500 wurde noch ein weiteres Jahr als Dodge gebaut und mit einer Modellpflege in VW 1500 umbenannt.
Erst 1996 kehrte Chrysler wieder auf den argentinischen Markt zurück. Das neue Unternehmen trägt den Namen Chrysler Argentina S.R.L.